# Carta de Medina
Carta de Medina (en árabe: صحيفة المدينة‎, Ṣaḥīfat al-Madīnah; o: ميثاق المدينة, Mīthāq al-Madīnah) o de Yathrib, también conocida como Pacto, Estatuto o Constitución de Medina (دستور المدينة, Dastūr al-Madīnah) o de Yathrib, es un texto de Mahoma, fechado en la ciudad de Medina  (Yathrib) poco después de la Hégira (622 d. C.) De entenderse como una constitución sería la primera en la historia, pero tal calificación es considerada como anacrónica.
El texto original no estaba dividido en artículos, aunque las distintas fuentes posteriores que lo reproducen contienen diferente número de cláusulas. Estas fuentes son los hadices, la versión transmitida por Abu Ubayd (siglo IX) y la Sira (biografía de Mahoma) de Ibn Ishaq (siglo VIII). La obra de Ishaq está perdida y sólo se conserva en las recensiones de Ibn Hisham y de al-Tabari ("Ibn Ishaq dice: El Profeta entonces escribió un contrato entre los muhayirun y los ansar con los que concluyó un pacto y una tregua con los judíos, los confirmó en su religión y sus propiedades, e impuso obligaciones sobre ellos y les garantizó ciertos derechos" -la condición que posteriormente se denominará dhimmi, y que también se aplica a los cristianos sometidos a dominación islámica-).
En su preámbulo se declara: "Éste es un documento de Mahoma, el profeta, entre los curaisíes y los de Medina que se han fiado y los que les han seguido y se han unido a ellos y luchan con ellos: son una confederación única que excluye a los (demás) hombres". Hay diferentes traducciones de los términos árabes mu'minin y ummah wāḥidah, sobre todo dado su uso posterior (que sería anacrónico en la época en la que se redactó el escrito), con lo que en vez de "los... que se han fiado" se hablaría de "creyentes y musulmanes", y en vez de "una confederación única..." se hablaría de "una nación separada de todos los pueblos". En el texto se establecía la responsabilidad colectiva de nueve tribus por las acciones de sus miembros, especificando el pago de rescates y el dinero de sangre (qisas, diyya). Se reconoce la existencia de ocho grupos judíos como parte de la comunidad de Medina, estableciendo su separación religiosa de los musulmanes, lo que implica la existencia de una ley religiosa distinta de la ley islámica, y por tanto la condición multirreligiosa de la entidad política que se diseña en ese momento para Medina. Se designa a Mahoma como la autoridad que media entre los grupos, y se prohíbe emprender guerras sin su autorización.
Uno de los objetivos del documento es terminar con las luchas intertribales entre los clanes rivales de Medina (los Banu Aws y los Banu Khazraj), y mantener la paz y la cooperación entre todos los grupos. Se establecen diversas normas (como la restricción de la protección a las mujeres únicamente si hubiera consentimiento de su familia) y la imposición de un sistema fiscal que cubriera las necesidades de la comunidad en caso de conflicto. Se declaraba la condición de Medina como un "santo lugar" (haram حرم), donde no puede derramarse sangre de los incluidos en el pacto.